# 郑仲熊
郑仲熊（？—？），字行可，兩浙路西安县（今浙江省衢州市）人。南宋大臣，宋高宗时权参知政事。

## 生平
宋高宗绍兴二年（1132年）中进士。为右正言，上书言及定国是、久任用、抑奔竞、节浮费、推诚于有功之宿将等事。但是其间也有阿附秦桧、弹劾赵鼎等人的奏疏。绍兴二十四年（1154年）十一月，由吏部侍郎、端明殿学士转任签书枢密院事，兼权参知政事。当时秦桧专权，秦桧讨厌常州通判沈长卿，送大理寺审问，郑仲熊得罪了秦桧。于是侍御史董德元、右正言王珉将他弹劾罢为提举太平兴国宫，宋孝宗乾道九年（1173年）三月，郑仲熊复官端明殿学士致仕。